# Caridina sodenensis
Caridina sodenensis е вид десетоного от семейство Atyidae. Видът е уязвим и сериозно застрашен от изчезване.

## Разпространение и местообитание
Разпространен е в Камерун.
Обитава сладководни басейни и реки.